# Venezuela en la clasificación de la Conmebol para la Copa Mundial de Fútbol

## Estadísticas
- Actualizado hasta el partido Venezuela - Colombia (29 de marzo de 2022)

| Año   | Resultado               | Posición                | PJ                      | PG                      | PE                      | PP                      | GF                      | GC                      | Dif.                    | Goleador                                                                                        |
| ----- | ----------------------- | ----------------------- | ----------------------- | ----------------------- | ----------------------- | ----------------------- | ----------------------- | ----------------------- | ----------------------- | ----------------------------------------------------------------------------------------------- |
| 1930  | La selección no existía | La selección no existía | La selección no existía | La selección no existía | La selección no existía | La selección no existía | La selección no existía | La selección no existía | La selección no existía | La selección no existía                                                                         |
| 1934  | La selección no existía | La selección no existía | La selección no existía | La selección no existía | La selección no existía | La selección no existía | La selección no existía | La selección no existía | La selección no existía | La selección no existía                                                                         |
| 1938  | No participó            | No participó            | No participó            | No participó            | No participó            | No participó            | No participó            | No participó            | No participó            | No participó                                                                                    |
| 1950  | No participó            | No participó            | No participó            | No participó            | No participó            | No participó            | No participó            | No participó            | No participó            | No participó                                                                                    |
| 1954  | No participó            | No participó            | No participó            | No participó            | No participó            | No participó            | No participó            | No participó            | No participó            | No participó                                                                                    |
| 1958  | Se retiró               | Se retiró               | Se retiró               | Se retiró               | Se retiró               | Se retiró               | Se retiró               | Se retiró               | Se retiró               | Se retiró                                                                                       |
| 1962  | No participó            | No participó            | No participó            | No participó            | No participó            | No participó            | No participó            | No participó            | No participó            | No participó                                                                                    |
| 1966  | No clasificado          | 9.º                     | 4                       | 0                       | 0                       | 4                       | 4                       | 15                      | −11                     | Freddy Elie (1) / Rafael Santana (1) / Humberto Scovino (1) / Argenis Tortolero (1)             |
| 1970  | No clasificado          | 10.º                    | 6                       | 0                       | 1                       | 5                       | 1                       | 18                      | −17                     | Luis Mendoza (1)                                                                                |
| 1974  | Inhabilitado            | Inhabilitado            | Inhabilitado            | Inhabilitado            | Inhabilitado            | Inhabilitado            | Inhabilitado            | Inhabilitado            | Inhabilitado            | Inhabilitado                                                                                    |
| 1978  | No clasificado          | 9.º                     | 4                       | 0                       | 1                       | 3                       | 2                       | 8                       | −6                      | Carlos Marín (1) / Rafael Iriarte (1)                                                           |
| 1982  | No clasificado          | 10.º                    | 4                       | 1                       | 0                       | 3                       | 1                       | 9                       | −8                      | Pedro Acosta (1)                                                                                |
| 1986  | No clasificado          | 10.º                    | 6                       | 0                       | 1                       | 5                       | 5                       | 15                      | −10                     | Bernardo Añor (1) Douglas Cedeño (1) / Pedro Febles (1) / Herbert Márquez (1) / René Torres (1) |
| 1990  | No clasificado          | 9.º                     | 4                       | 0                       | 0                       | 4                       | 1                       | 18                      | −17                     | Ildemaro Fernández (1)                                                                          |
| 1994  | No clasificado          | 9.º                     | 8                       | 1                       | 0                       | 7                       | 4                       | 34                      | −30                     | Juan García (2)                                                                                 |
| 1998  | No clasificado          | 9.º                     | 16                      | 0                       | 3                       | 13                      | 8                       | 41                      | −33                     | Giovanni Savarese (2)                                                                           |
| 2002  | No clasificado          | 9.º                     | 18                      | 5                       | 1                       | 12                      | 18                      | 44                      | −26                     | Ruberth Morán (4)                                                                               |
| 2006  | No clasificado          | 8.º                     | 18                      | 5                       | 3                       | 10                      | 20                      | 28                      | −8                      | Ruberth Morán (6)                                                                               |
| 2010  | No clasificado          | 8.º                     | 18                      | 6                       | 4                       | 8                       | 23                      | 29                      | −6                      | Giancarlo Maldonado (6)                                                                         |
| 2014  | No clasificado          | 6.º                     | 16                      | 5                       | 5                       | 6                       | 14                      | 20                      | −6                      | Salomón Rondón (5)                                                                              |
| 2018  | No clasificado          | 10.º                    | 18                      | 2                       | 6                       | 10                      | 19                      | 35                      | −16                     | Josef Martínez (5)                                                                              |
| 2022  | No clasificado          | 10.º                    | 18                      | 3                       | 1                       | 14                      | 14                      | 34                      | −20                     | Salomón Rondón (4)                                                                              |
| 2026  | Por disputarse          | Por disputarse          | Por disputarse          | Por disputarse          | Por disputarse          | Por disputarse          | Por disputarse          | Por disputarse          | Por disputarse          | Por disputarse                                                                                  |
| Total | 13                      | 10.º                    | 140                     | 25                      | 25                      | 90                      | 120                     | 315                     | −195                    | Juan Arango (12)                                                                                |

### Resultados por país
| Rival     | PJ  | PG | PE | PP | GF  | GC  | Dif  | GFP  | GCP  | Rend.  |
| --------- | --- | -- | -- | -- | --- | --- | ---- | ---- | ---- | ------ |
| Argentina | 14  | 1  | 2  | 11 | 10  | 40  | -30  | 0,71 | 2,86 | 11,90% |
| Bolivia   | 18  | 7  | 2  | 9  | 27  | 48  | -21  | 1,50 | 2,67 | 42,59% |
| Brasil    | 16  | 0  | 2  | 14 | 4   | 63  | -59  | 0,24 | 3,71 | 1,96%  |
| Chile     | 15  | 2  | 2  | 11 | 13  | 38  | -25  | 0,87 | 2,53 | 17,78% |
| Colombia  | 16  | 3  | 6  | 8  | 10  | 23  | -13  | 0,59 | 1,35 | 29,41% |
| Ecuador   | 14  | 4  | 2  | 8  | 13  | 25  | -12  | 0,93 | 1,79 | 33,33% |
| Paraguay  | 14  | 3  | 1  | 11 | 8   | 19  | -11  | 0,53 | 1,27 | 22,22% |
| Perú      | 16  | 4  | 3  | 9  | 23  | 31  | -8   | 1,44 | 1,94 | 31,25% |
| Uruguay   | 18  | 2  | 6  | 10 | 14  | 33  | -19  | 0,78 | 1,83 | 22,22% |
| TOTAL     | 140 | 25 | 25 | 90 | 120 | 315 | -195 | 0,86 | 2,25 | 23,84% |

### Máximos goleadores
| #  | Jugador             | Periodo   | Goles | Partidos | Promedio |
| -- | ------------------- | --------- | ----- | -------- | -------- |
| 1  | Juan Arango         | 1999-2015 | 12    | 58       | 0,21     |
| 2  | Ruberth Morán       | 1996-2007 | 10    | 29       | 0,13     |
| 3  | Giancarlo Maldonado | 2003-2011 | 9     | 25       | 0,11     |
| 4  | Salomón Rondón      | 2008-act. | 7     | 30       | 0,16     |
| 5  | Josef Martínez      | 2011-2019 | 5     | 21       | 0,42     |
| 6  | Rómulo Otero        | 2013-act. | 5     | 18       | 0,28     |
| 7  | José Manuel Rey     | 1997-2011 | 4     | 46       | 0,23     |
| 8  | Alexander Rondón    | 1999-2010 | 3     | 17       | 0,14     |
| 9  | Juan García         | 1989-2009 | 3     | 18       | 0,50     |
| 10 | Giovanni Savarese   | 1989-2001 | 3     | 18       | 0,50     |
| 11 | Nicolás Fedor       | 2006-2015 | 3     | 15       | 0,50     |
| 12 | Wilfredo Alvarado   | 2000-2008 | 2     | 16       | 0,50     |
| 13 | Daniel Noriega      | 1996-2005 | 2     | 13       | 0,50     |
| 14 | José Torrealba      | 2004-2008 | 2     | 4        | 0,50     |
| 15 | Daniel Arismendi    | 2006-2011 | 2     | 4        | 0,50     |
| 16 | Gabriel Urdaneta    | 1996-2005 | 2     | 41       | 0,50     |
| 17 | Ronald Vargas       | 2008-2015 | 2     | 8        | 0,50     |
| 18 | Mikel Villanueva    | 2016-2019 | 2     | 11       | 0,50     |

## Eliminatorias delsigloXX

### Eliminatorias paraInglaterra 1966
Información según FIFA
| 16 de mayo de 1965 Eliminatorias | Perú               | 1–0 | Venezuela | Lima, Perú                                 |  |
|                                  | Zegarra 37' (pen.) |     |           | Estadio: Nacional del Perú Árbitro: Melina |  |

| 23 de mayo de 1965 Eliminatorias | Uruguay                                     | 5–0 | Venezuela | Montevideo, Uruguay                             |  |
|                                  | Rocha 18' · Silva 23' 52' 69' · Menezes 61' |     |           | Estadio: Centenario Árbitro: José Dimas Larrosa |  |

| 30 de mayo de 1965 Eliminatorias | Venezuela     | 1–3 | Uruguay                    | Caracas, Venezuela                                      |  |
|                                  | Tortolero 40' |     | Rocha 10', 47' · Silva 52' | Estadio: Olímpico de la UCV Árbitro: Roberto Goicoechea |  |

| 2 de junio de 1965 Eliminatorias | Venezuela                            | 3–6 | Perú                                              | Caracas, Venezuela                                 |  |
|                                  | Santana 32' · Scovino 46' · Elie 89' |     | Mosquera 11' · León 44' 60' 68' · Zavalla 40' 81' | Estadio: Olímpico de la UCV Árbitro: José Sundheim |  |

### Eliminatorias paraMéxico 1970
Información según FIFA
| 27 de julio de 1969 Eliminatorias | Colombia                              | 3–0 | Venezuela | Bogotá, Colombia                                                                 |  |
|                                   | González 34' 56' · Segrera 76' (pen.) |     |           | Estadio: Nemesio Camacho El Campín Asistencia: 47 898 Árbitro: Héctor Murgueytio |  |

| 2 de agosto de 1969 Eliminatorias | Venezuela   | 1–1 | Colombia   | Caracas, Venezuela                                                    |  |
|                                   | Mendoza 55' |     | Tamayo 61' | Estadio: Olímpico de la UCV Asistencia: 17 101 Árbitro: Ortube Vargas |  |

| 6 de agosto de 1969 Eliminatorias | Venezuela | 0–2 | Paraguay             | Caracas, Venezuela                                                  |  |
|                                   |           |     | Rojas 38' · Sosa 53' | Estadio: Olímpico de la UCV Asistencia: 9110 Árbitro: Jaime Palacio |  |

| 10 de agosto de 1969 Eliminatorias | Venezuela | 0–5 | Brasil                               | Caracas, Venezuela                                                     |  |
|                                    |           |     | Tostão 60', 72', 74' · Pelé 71', 75' | Estadio: Olímpico de la UCV Asistencia: 30 063 Árbitro: Eduardo Rendón |  |

| 21 de agosto de 1969 Eliminatorias | Paraguay    | 1–0 | Venezuela | Asunción, Paraguay                                                        |  |
|                                    | Giménez 11' |     |           | Estadio: Defensores del Chaco Asistencia: 11 059 Árbitro: Alejandro Otero |  |

| 24 de agosto de 1969 Eliminatorias | Brasil                                                     | 6–0 | Venezuela | Río de Janeiro, Brasil                                       |  |
|                                    | Tostão 3', 22', 24' · Jairzinho 30' · Pelé 45' (pen.), 69' |     |           | Estadio: Maracaná Asistencia: 122 841 Árbitro: Ortube Vargas |  |

### Eliminatorias paraArgentina 1978
Información según FIFA
| 9 de febrero de 1977 Eliminatorias | Venezuela  | 1–1 | Uruguay     | Caracas, Venezuela                                                     |  |
|                                    | Flores 88' |     | Oliveira 5' | Estadio: Brígido Iriarte Asistencia: 5000 Árbitro: Guillermo Velásquez |  |

| 6 de marzo de 1977 Eliminatorias | Venezuela   | 1–3 | Bolivia                              | Caracas, Venezuela                                                       |  |
|                                  | Iriarte 86' |     | Mezza 5' · Jiménez 76' · Aguilar 80' | Estadio: Brígido Iriarte Asistencia: 5034 Árbitro: Juan Silvagno Cavanna |  |

| 13 de marzo de 1977 Eliminatorias | Bolivia                    | 2–0 | Venezuela | La Paz, Bolivia                                                                  |  |
|                                   | Jiménez 17' · Aragonés 53' |     |           | Estadio: Libertador Simón Bolívar Asistencia: 21 217 Árbitro: Edison Pérez Núñez |  |

| 17 de marzo de 1977 Eliminatorias | Uruguay         | 2–0 | Venezuela | Montevideo, Uruguay                                           |  |
|                                   | Pizzani 11' 83' |     |           | Estadio: Centenario Asistencia: 4383 Árbitro: Armando Marques |  |

### Eliminatorias paraEspaña 1982
Información según FIFA
| 8 de febrero de 1981 Eliminatorias | Venezuela | 0–1 | Brasil          | Caracas, Venezuela                                                    |  |
|                                    |           |     | Zico 82' (pen.) | Estadio: Olímpico de la UCV Asistencia: 30 000 Árbitro: Ramón Barreto |  |

| 15 de febrero de 1981 Eliminatorias | Bolivia                                   | 3–0 | Venezuela | La Paz, Bolivia                                                    |  |
|                                     | Aguilar 38' · Aragonés 67' · Reynaldo 84' |     |           | Estadio: Hernando Siles Asistencia: 40 000 Árbitro: Carlos Vásquez |  |

| 15 de marzo de 1981 Eliminatorias | Venezuela  | 1–0 | Bolivia | Caracas, Venezuela                                                   |  |
|                                   | Acosta 42' |     |         | Estadio: Olímpico de la UCV Asistencia: 30 000 Árbitro: Elías Jácome |  |

| 29 de marzo de 1981 Eliminatorias | Brasil                                                      | 5–0 | Venezuela | Goiânia, Brasil                                                 |  |
|                                   | Tita 35', 57' · Sócrates 55' · Zico 72' · Júnior 84' (pen.) |     |           | Estadio: Serra Dourada Asistencia: 34 229 Árbitro: Jorge Romero |  |

### Eliminatorias paraMéxico 1986
Información según FIFA
| 26 de mayo de 1985 Eliminatorias | Venezuela               | 2–3 | Argentina                         | San Cristóbal, Venezuela                                                                  |  |
|                                  | Torres 8' · Márquez 58' |     | Maradona 2', 57' · Passarella 42' | Estadio: Polideportivo de Pueblo Nuevo Asistencia: 30 000 Árbitro: Juan Daniel Cardellino |  |

| 2 de junio de 1985 Eliminatorias | Venezuela | 0–1 | Perú      | San Cristóbal, Venezuela                                                                |  |
|                                  |           |     | Uribe 78' | Estadio: Polideportivo de Pueblo Nuevo Asistencia: 19 000 Árbitro: Jorge Orellana Vimos |  |

| 9 de junio de 1985 Eliminatorias | Argentina                              | 3–0 | Venezuela | Buenos Aires, Argentina                                       |  |
|                                  | Russo 27' · Clausen 88' · Maradona 90' |     |           | Estadio: Monumental Asistencia: 35 000 Árbitro: Gastón Castro |  |

| 16 de junio de 1985 Eliminatorias | Perú                                                  | 4–1 | Venezuela  | Lima, Perú                                                                        |  |
|                                   | Navarro 15' · Barbadillo 20' · Hirano 80' · Cueto 82' |     | Febles 29' | Estadio: Nacional del Perú Asistencia: 10 327 Árbitro: Luís Carlos Félix Ferreira |  |

| 23 de junio de 1985 Eliminatorias | Venezuela            | 2–2 | Colombia                       | San Cristóbal, Venezuela                                                         |  |
|                                   | Cedeño 6' · Añor 64' |     | Ortiz 16' · Herrera 60' (pen.) | Estadio: Polideportivo de Pueblo Nuevo Asistencia: 30 000 Árbitro: Ramón Barreto |  |

| 30 de junio de 1985 Eliminatorias | Colombia                         | 2–0 | Venezuela | Bogotá, Colombia                                                                      |  |
|                                   | Córdoba 15' · Herrera 28' (pen.) |     |           | Estadio: Nemesio Camacho El Campín Asistencia: 35 000 Árbitro: Víctor Vásquez Sánchez |  |

### Eliminatorias paraItalia 1990
Información según FIFA
| 30 de julio de 1989 Eliminatorias | Venezuela | 0–4 | Brasil                                   | Caracas, Venezuela                            |  |
|                                   |           |     | Branco 5' · Romário 65' · Bebeto 79' 81' | Estadio: Brígido Iriarte Árbitro: René Ortubé |  |

| 6 de agosto de 1989 Eliminatorias | Venezuela     | 1–3 | Chile                         | Caracas, Venezuela                                                     |  |
|                                   | Fernández 65' |     | Aravena 5' 33' · Zamorano 71' | Estadio: Brígido Iriarte Asistencia: 13 000 Árbitro: Antenor Montalván |  |

| 20 de agosto de 1989 Eliminatorias | Brasil                                                    | 6–0 | Venezuela | São Paulo, Brasil                                             |  |
|                                    | Careca 10', 17', 80', 86' · Silas 37' · Acosta 39' (a.g.) |     |           | Estadio: Morumbi Asistencia: 106 462 Árbitro: Ernesto Filippi |  |

| 27 de agosto de 1989 Eliminatorias | Chile                                                  | 5–0 | Venezuela | Mendoza, Argentina                                                    |  |
| | Letellier 14' 34' 69' · Yáñez 44' · Vera Rodríguez 84' |     |           | Estadio: Malvinas Argentinas Asistencia: 19 000 Árbitro: Elías Jácome |  |
| Nota: El partido se jugó en Argentina porque Chile fue castigado por los disturbios ocurridos durante el partido entre Chile vs. Brasil. |                                                        |     |           |                                                                       |  |

### Eliminatorias paraEstados Unidos 1994
Información según FIFA
| 18 de julio de 1993 Eliminatorias | Venezuela    | 1–7 | Bolivia                                                       | Ciudad Guayana, Venezuela                                               |  |
|                                   | Palencia 14' |     | Sánchez 25', 64', 70' · Ramallo 37', 61', 68' · Cristaldo 39' | Estadio: Polideportivo Cachamay Asistencia: 12 000 Árbitro: Berny Ulloa |  |

| 25 de julio de 1993 Eliminatorias | Venezuela | 0–1 | Uruguay     | San Cristóbal, Venezuela                                                              |  |
|                                   |           |     | Herrera 59' | Estadio: Polideportivo de Pueblo Nuevo Asistencia: 12 000 Árbitro: José Torres Cadena |  |

| 1 de agosto de 1993 Eliminatorias | Venezuela  | 1–5 | Brasil                                                       | San Cristóbal, Venezuela                                                               |  |
|                                   | García 84' |     | Raí 34' (pen.) · Bebeto 70', 79' · Branco 71' · Palhinha 88' | Estadio: Polideportivo de Pueblo Nuevo Asistencia: 15 000 Árbitro: Armando Pérez Hoyos |  |

| 8 de agosto de 1993 Eliminatorias | Ecuador                                          | 5–0 | Venezuela | Quito, Ecuador                                                             |  |
|                                   | Muñoz 23' · E. Hurtado 40', 50', 76' · Chalá 60' |     |           | Estadio: Olímpico Atahualpa Asistencia: 15 000 Árbitro: Francisco Lamolina |  |

| 22 de agosto de 1993 Eliminatorias | Bolivia                                                                      | 7–0 | Venezuela | La Paz, Bolivia                                                   |  |
|                                    | Ramallo 8' · Melgar 58', 90' · Sánchez 69' · Sandy 79' · Etcheverry 78', 82' |     |           | Estadio: Hernando Siles Asistencia: 47 500 Árbitro: Sabino Farina |  |

| 29 de agosto de 1993 Eliminatorias | Uruguay                                  | 4–0 | Venezuela | Montevideo, Uruguay                                                    |  |
|                                    | Kanapkis 7', 31' · Cedrés 41' · Sosa 64' |     |           | Estadio: Centenario Asistencia: 20 000 Árbitro: Juan Francisco Escobar |  |

| 5 de septiembre de 1993 Eliminatorias | Brasil                                           | 4–0 | Venezuela | Belo Horizonte, Brasil                                           |  |
|                                       | Ricardo Gomes 2', 89' · Palhinha 29' · Evair 31' |     |           | Estadio: Mineirão Asistencia: 64 000 Árbitro: Francisco Lamolina |  |

| 12 de septiembre de 1993 Eliminatorias | Venezuela               | 2–1 | Ecuador    | Ciudad Guayana, Venezuela                                                   |  |
|                                        | García 1' · Morales 51' |     | Tenorio 5' | Estadio: Polideportivo Cachamay Asistencia: 3000 Árbitro: Fernando Chappell |  |

### Eliminatorias paraFrancia 1998
Información según FIFA
| 24 de abril de 1996 Eliminatorias | Venezuela | 0–2     | Uruguay               | Caracas, Venezuela                                                |  |
|                                   |           | Reporte | Otero 54' · Poyet 77' | Estadio: Brígido Iriarte Asistencia: 6389 Árbitro: Alberto Tejada |  |

| 2 de junio de 1996 Eliminatorias | Venezuela | 1–1     | Chile        | Barinas, Venezuela                                                 |  |
|                                  | Guerra 7' | Reporte | Margas 90+2' | Estadio: Agustín Tovar Asistencia: 8074 Árbitro: Epifanio González |  |

| 7 de julio de 1996 Eliminatorias | Bolivia                                                                                     | 6–1     | Venezuela            | La Paz, Bolivia                                                  |  |
|                                  | Sandy 3' · Etcheverry 41' (pen.) · Baldivieso 61' · Coimbra 67' · Berthy 78' · Paniagua 80' | Reporte | Tortolero 65' (pen.) | Estadio: Hernando Siles Asistencia: 50 000 Árbitro: José Da Rosa |  |

| 1 de septiembre de 1996 Eliminatorias | Ecuador     | 1–0     | Venezuela | Ecuador, Quito                                                        |  |
|                                       | Aguinaga 4' | Reporte |           | Estadio: Olímpico Atahualpa Asistencia: 36 889 Árbitro: Carlos Robles |  |

| 9 de octubre de 1996 Eliminatorias | Venezuela                        | 2–5     | Argentina                                                         | San Cristóbal, Venezuela                                                               |  |
|                                    | Savarese 7' · Dudamel 87' (t.l.) | Reporte | Ortega 35' · Sorín 68' · Simeone 77' · Morales 86' · Albornoz 90' | Estadio: Polideportivo de Pueblo Nuevo Asistencia: 30 000 Árbitro: Eduardo Dluzniewski |  |

| 10 de noviembre de 1996 Eliminatorias | Perú                                         | 4–1     | Venezuela | Lima, Perú                                                         |  |
|                                       | Reynoso 4' · Julinho 21' · Palacios 49', 83' | Reporte | Díaz 78'  | Estadio: Nacional del Perú Asistencia: 31 036 Árbitro: René Ortubé |  |

| 15 de diciembre de 1996 Eliminatorias | Venezuela | 0–2     | Colombia                     | San Cristóbal, Venezuela                                                          |  |
|                                       |           | Reporte | Bermúdez 7' · Valenciano 50' | Estadio: Polideportivo de Pueblo Nuevo Asistencia: 40 000 Árbitro: Eduardo Gamboa |  |

| 12 de enero de 1997 Eliminatorias | Venezuela | 0–2 | Paraguay                | Mérida, Venezuela                                                    |  |
|                                   |           |     | Benítez 6' · Enciso 62' | Estadio: Guillermo Soto Rosa Asistencia: 7981 Árbitro: Ángel Sánchez |  |

| 2 de abril de 1997 Eliminatorias | Uruguay                                     | 3–1 | Venezuela     | Montevideo, Uruguay                                         |  |
|                                  | de los Santos 29' · Montero 46' · Otero 59' |     | Castellín 55' | Estadio: Centenario Asistencia: 37 000 Árbitro: René Ortubé |  |

| 26 de abril de 1997 Eliminatorias | Chile                                        | 6–0 | Venezuela | Santiago, Chile                                                      |  |
|                                   | Zamorano 19', 27', 32', 47', 85' · Reyes 66' |     |           | Estadio: Monumental Asistencia: 42 034 Árbitro: Arturo Brizio Carter |  |

| 8 de junio de 1997 Eliminatorias | Venezuela    | 1–1 | Bolivia      | Valera, Venezuela                                                      |  |
|                                  | Savarese 70' |     | Castillo 80' | Estadio: José Alberto Pérez Asistencia: 3352 Árbitro: Fernando Panesso |  |

| 6 de julio de 1997 Eliminatorias | Venezuela   | 1–1 | Ecuador     | Maracaibo, Venezuela                                                      |  |
|                                  | Miranda 75' |     | Hurtado 55' | Estadio: José Encarnación Romero Asistencia: 4729 Árbitro: Arturo Ángeles |  |

| 20 de julio de 1997 Eliminatorias | Argentina            | 2–0 | Venezuela | Buenos Aires, Argentina                                                       |  |
|                                   | Crespo 31' · Paz 58' |     |           | Estadio: Antonio Vespucio Liberti Asistencia: 48 000 Árbitro: Wilson de Souza |  |

| 20 de agosto de 1997 Eliminatorias | Venezuela | 0–3     | Perú                                    | Barinas, Venezuela                                                   |  |
|                                    |           | Reporte | Marengo 14' · Julinho 56' · Maestri 82' | Estadio: Agustín Tovar Asistencia: 10 000 Árbitro: Peter Prendergast |  |

| 10 de septiembre de 1997 Eliminatorias | Colombia    | 1–0 | Venezuela | Barranquilla, Colombia                                                              |  |
|                                        | Cabrera 68' |     |           | Estadio: Metropolitano Roberto Meléndez Asistencia: 35 000 Árbitro: Carlos Pimentel |  |

| 12 de octubre de 1997 Eliminatorias | Paraguay   | 1–0     | Venezuela | Asunción, Paraguay                                                       |  |
|                                     | Torres 69' | Reporte |           | Estadio: Defensores del Chaco Asistencia: 35 000 Árbitro: Esse Baharmast |  |

## Eliminatorias delsigloXXI

### Eliminatorias paraCorea del Sur - Japón 2002
Información según FIFA
| 29 de marzo de 2000 Eliminatorias | Ecuador                    | 2–0     | Venezuela | Quito, Ecuador                                                                  |  |
| 12:00 (UTC-5)                     | Delgado 18' · Aguinaga 57' | Reporte |           | Estadio: Rodrigo Paz Delgado Asistencia: 37 288 Árbitro: Eduardo Gamboa (Chile) |  |

| 26 de abril de 2000 Eliminatorias | Venezuela | 0–4     | Argentina                               | Maracaibo, Venezuela                                                                    |  |
| 19:00 (UTC-4)                     |           | Reporte | Ayala 8' · Ortega 24', 77' · Crespo 89' | Estadio: José Encarnación Romero Asistencia: 19 355 Árbitro: Carlos Amarilla (Paraguay) |  |

| 4 de junio de 2000 Eliminatorias | Colombia                                          | 3–0     | Venezuela | Bogotá, Colombia                                                                    |  |
| 17:45 UTC-5                      | Viveros 27' · Córdoba 42' (pen.) · Valenciano 89' | Reporte |           | Estadio: Nemesio Camacho El Campín Asistencia: 20 854 Árbitro: Oscar Godoi (Brasil) |  |

| 28 de junio de 2000 Eliminatorias | Venezuela                                                        | 4–2     | Bolivia                     | San Cristóbal, Venezuela                                                                   |  |
| 19:00 (UTC-4)                     | Mea Vitali 24' · Morán 38' · Savarese 61' · Tortolero 68' (pen.) | Reporte | Moreno 49' · Baldivieso 58' | Estadio: Polideportivo de Pueblo Nuevo Asistencia: 7000 Árbitro: Rogger Zambrano (Ecuador) |  |

| 18 de julio de 2000 Eliminatorias | Uruguay                            | 3–1     | Venezuela   | Montevideo, Uruguay                                                   |  |
| 19:30 UTC-3                       | Olivera 28', 90+2' · Rodríguez 53' | Reporte | Noriega 23' | Estadio: Centenario Asistencia: 58 000 Árbitro: René Ortubé (Bolivia) |  |

| 25 de julio de 2000 Eliminatorias | Venezuela | 0–2     | Chile                    | San Cristóbal, Venezuela                                                                       |  |
| 20:00 (UTC−4)                     |           | Reporte | Tapia 70' · Zamorano 89' | Estadio: Polideportivo de Pueblo Nuevo Asistencia: 14 880 Árbitro: Héctor Baldassi (Argentina) |  |

| 16 de agosto de 2000 Eliminatorias | Perú         | 1–0     | Venezuela | Lima, Perú                                                           |  |
| 21:00 (UTC−5)                      | Palacios 69' | Reporte |           | Estadio: Nacional Asistencia: 41 084 Árbitro: Byron Moreno (Ecuador) |  |

| 2 de septiembre de 2000 Eliminatorias | Paraguay                                 | 3–0     | Venezuela | Asunción, Paraguay                                                                |  |
| 18:00 (UTC−4)                         | González 30' · Cardozo 34' · Paredes 43' | Reporte |           | Estadio: Defensores del Chaco Asistencia: 40 000 Árbitro: Juan Paniagua (Bolivia) |  |

| 8 de octubre de 2000 Eliminatorias | Venezuela | 0–6     | Brasil                                                       | Maracaibo, Venezuela                                                                |  |
| 15:00 (UTC−4)                      |           | Reporte | Euller 20' · Juninho 28' · Romário 31', 36', 38' (pen.), 63' | Estadio: José Encarnación Romero Asistencia: 6350 Árbitro: Ubaldo Aquino (Paraguay) |  |

| 15 de noviembre de 2000 Eliminatorias | Venezuela  | 1–2     | Ecuador                   | Maracaibo, Venezuela                                                            |  |
| 19:45 (UTC−4)                         | García 66' | Reporte | Kaviedes 3' · Sánchez 23' | Estadio: José Encarnación Romero Asistencia: 6500 Árbitro: Eduardo Lecca (Perú) |  |

| 28 de marzo de 2001 Eliminatorias | Argentina                                                      | 5–0     | Venezuela | Buenos Aires, Argentina                                                                          |  |
| 21:45 (UTC−3)                     | Crespo 13' · Sorín 31' · Verón 51' · Gallardo 60' · Samuel 85' | Reporte |           | Estadio: Monumental Antonio Vespucio Liberti Asistencia: 32 000 Árbitro: Gilberto Hidalgo (Perú) |  |

| 24 de abril de 2001 Eliminatorias | Venezuela               | 2–2     | Colombia                 | San Cristóbal, Venezuela                                                              |  |
| 19:15 (UTC−4)                     | Rondón 22' · Arango 82' | Reporte | Bedoya 83' · Bonilla 88' | Estadio: Polideportivo de Pueblo Nuevo Asistencia: 19 000 Árbitro: Guido Aros (Chile) |  |

| 3 de junio de 2001 Eliminatorias | Bolivia                                                | 5–0     | Venezuela | La Paz, Bolivia                                                           |  |
| 16:00 (UTC−4)                    | Baldivieso 32', 68' · Botero 35', 50' · Justiniano 38' | Reporte |           | Estadio: Hernando Siles Asistencia: 25 000 Árbitro: José Carpio (Ecuador) |  |

| 14 de agosto de 2001 Eliminatorias | Venezuela              | 2–0     | Uruguay | Maracaibo, Venezuela                                                                        |  |
| 19:00 (UTC−4)                      | Morán 52' · Rondón 90' | Reporte |         | Estadio: José Encarnación Romero Asistencia: 8500 Árbitro: Antonio Marrufo Mendoza (México) |  |

| 4 de septiembre de 2001 Eliminatorias | Chile | 0–2     | Venezuela             | Santiago, Chile                                                     |  |
| 20:00 (UTC−3)                         |       | Reporte | Páez 56' · Arango 62' | Estadio: Nacional Asistencia: 30 000 Árbitro: René Ortubé (Bolivia) |  |

| 6 de octubre de 2001 Eliminatorias | Venezuela                     | 3–0     | Perú | San Cristóbal, Venezuela                                                                        |  |
| 19:30 (UTC−4)                      | Alvarado 54', 77' · Morán 80' | Reporte |      | Estadio: Polideportivo de Pueblo Nuevo Asistencia: 17 220 Árbitro: Mario Sánchez Yanten (Chile) |  |

| 8 de noviembre de 2001 Eliminatorias | Venezuela                             | 3–1     | Paraguay        | San Cristóbal, Venezuela               |  |
| 19:00                                | Morán 2' · Noriega 22' · González 40' | Reporte | Arce 28' (pen.) | Estadio: Polideportivo de Pueblo Nuevo |  |

| 14 de noviembre de 2001 Eliminatorias | Brasil                        | 3–0     | Venezuela | São Luís, Brasil                 |  |
| 20:40                                 | Luizão 12', 19' · Rivaldo 34' | Reporte |           | Estadio: Governador João Castelo |  |

### Eliminatorias paraAlemania 2006
Información según FIFA
| 6 de septiembre de 2003 Eliminatorias | Ecuador                      | 2–0 | Venezuela | Quito, Ecuador                                                       |  |
| 16:00 UTC-5                           | Espinoza 5' · C. Tenorio 72' |     |           | Estadio: Olímpico Atahualpa Asistencia: 14 997 Árbitro: Rubén Selman |  |

| 9 de septiembre de 2003 Eliminatorias | Venezuela | 0–3 | Argentina                           | Caracas, Venezuela                                                     |  |
| 19:00 UTC−4                           |           |     | Aimar 7' · Crespo 25' · Delgado 32' | Estadio: Olímpico de la UCV Asistencia: 24 783 Árbitro: Martín Vázquez |  |

| 15 de noviembre de 2003 Eliminatorias | Colombia | 0–1 | Venezuela | Barranquilla, Colombia                                                             |  |
| 16:00 UTC−5                           |          |     | Arango 9' | Estadio: Metropolitano Roberto Meléndez Asistencia: 20 000 Árbitro: Carlos Chandía |  |

| 18 de noviembre de 2003 Eliminatorias | Venezuela              | 2–1 | Bolivia    | Maracaibo, Venezuela                                                          |  |
| 19:00 UTC−4                           | Rey 90' · Arango 90+2' |     | Botero 60' | Estadio: José Encarnación Romero Asistencia: 30 000 Árbitro: Mauricio Reinoso |  |

| 31 de marzo de 2004 Eliminatorias | Uruguay | 0–3 | Venezuela                                   | Montevideo, Uruguay                                                 |  |
| 19:40 UTC−3                       |         |     | Urdaneta 19' · H. González 67' · Arango 77' | Estadio: Estadio Centenario Asistencia: 40 094 Árbitro: René Ortubé |  |

| 1 de junio de 2004 Eliminatorias | Venezuela | 0–1 | Chile       | San Cristóbal, Venezuela                                                         |  |
| 19:00 UTC−4                      |           |     | Pinilla 83' | Estadio: Polideportivo de Pueblo Nuevo Asistencia: 23 040 Árbitro: Carlos Torres |  |

| 6 de junio de 2004 Eliminatorias | Perú | 0–0 | Venezuela | Lima, Perú                                                            |  |
| 15:00 UTC−5                      |      |     |           | Estadio: Nacional del Perú Asistencia: 40 00 Árbitro: Jorge Larrionda |  |

| 5 de septiembre de 2004 Eliminatorias | Paraguay    | 1–0 | Venezuela | Asunción, Paraguay                                                       |  |
| 18:20 UTC−4                           | Gamarra 52' |     |           | Estadio: Defensores del Chaco Asistencia: 30 000 Árbitro: Gustavo Méndez |  |

| 9 de octubre de 2004 Eliminatorias | Venezuela      | 2–5 | Brasil                                        | Maracaibo, Venezuela                                                        |  |
| 21:00 UTC−4                        | Morán 79', 90' |     | Kaká 5', 34' · Ronaldo 48', 50' · Adriano 75' | Estadio: José Encarnación Romero Asistencia: 26 133 Árbitro: Carlos Chandía |  |

| 14 de octubre de 2004 Eliminatorias | Venezuela                            | 3–1 | Ecuador   | San Cristóbal, Venezuela               |  |
| 19:00                               | Urdaneta 20' (pen.) · Morán 72', 80' |     | Ayoví 41' | Estadio: Polideportivo de Pueblo Nuevo |  |

| 17 de noviembre de 2004 Eliminatorias | Argentina                                  | 3–2 | Venezuela              | Buenos Aires, Argentina           |  |
| 19:00                                 | Rey 3' (a.g.) · Riquelme 45' · Saviola 65' |     | Morán 31' · Vielma 72' | Estadio: Antonio Vespucio Liberti |  |

| 26 de marzo de 2005 Eliminatorias | Venezuela | 0–0 | Colombia | Maracaibo, Venezuela             |  |
| 19:00                             |           |     |          | Estadio: José Encarnación Romero |  |

| 29 de marzo de 2005 Eliminatorias | Bolivia                                     | 3–1 | Venezuela     | La Paz, Bolivia         |  |
| 16:00                             | Cichero 2' (a.g.) · Castillo 25' · Vaca 84' |     | Maldonado 71' | Estadio: Hernando Siles |  |

| 4 de junio de 2005 Eliminatorias | Venezuela     | 1–1 | Uruguay   | Maracaibo, Venezuela             |  |
| 19:00                            | Maldonado 74' |     | Forlán 2' | Estadio: José Encarnación Romero |  |

| 8 de junio de 2005 Eliminatorias | Chile            | 2–1 | Venezuela | Santiago, Chile                           |  |
| 19:00                            | Jiménez 31', 60' |     | Morán 82' | Estadio: Nacional Julio Martínez Prádanos |  |

| 3 de septiembre de 2005 Eliminatorias | Venezuela                                       | 4–1 | Perú       | Maracaibo, Venezuela             |  |
| 19:00                                 | Maldonado 17' · Arango 68' · Torrealba 73', 79' |     | Farfán 63' | Estadio: José Encarnación Romero |  |

| 8 de octubre de 2005 Eliminatorias | Venezuela | 0–1 | Paraguay  | Maracaibo, Venezuela             |  |
| 17:00                              |           |     | Haedo 64' | Estadio: José Encarnación Romero |  |

| 12 de octubre de 2005 Eliminatorias | Brasil                                         | 3–0 | Venezuela | Belém, Brasil       |  |
| 21:30                               | Adriano 28' · Ronaldo 51' · Roberto Carlos 61' |     |           | Estadio: Mangueirão |  |

### Eliminatorias paraSudáfrica 2010
Información según FIFA
| 13 de octubre de 2007 Eliminatorias | Ecuador | 0–1 | Venezuela | Quito, Ecuador     |  |
| 17:50                               |         |     | Rey 68'   | Estadio: Atahualpa |  |

| 16 de octubre de 2007 Eliminatorias | Venezuela | 0–2 | Argentina              | Maracaibo, Venezuela             |  |
| 20:40                               |           |     | Milito 16' · Messi 43' | Estadio: José Encarnación Romero |  |

| 17 de noviembre de 2007 Eliminatorias | Colombia   | 1–0 | Venezuela | Bogotá, Colombia                   |  |
| 16:10                                 | Bustos 82' |     |           | Estadio: Nemesio Camacho El Campín |  |

| 20 de noviembre de 2007 Eliminatorias | Venezuela                                            | 5–3 | Bolivia                     | San Cristóbal, Venezuela               |  |
| 18:40                                 | Arismendi 20', 40' · Guerra 81' · Maldonado 89', 90' |     | Martins 19', 77' · Arce 27' | Estadio: Polideportivo de Pueblo Nuevo |  |

| 14 de junio de 2008 Eliminatorias | Uruguay    | 1–1 | Venezuela  | Montevideo, Uruguay |  |
| 16:00                             | Lugano 12' |     | Vargas 56' | Estadio: Centenario |  |

| 19 de junio de 2008 Eliminatorias | Venezuela                  | 2–3 | Chile                           | Puerto La Cruz, Venezuela        |  |
| 20:00                             | Maldonado 59' · Arango 80' |     | Suazo 65' (pen.) 90' · Jara 71' | Estadio: José Antonio Anzoátegui |  |

| 6 de septiembre de 2008 Eliminatorias | Perú     | 1–0 | Venezuela | Lima, Perú          |  |
| 20:30                                 | Alva 39' |     |           | Estadio: Monumental |  |

| 9 de septiembre de 2008 Eliminatorias | Paraguay                 | 2–0 | Venezuela | Asunción, Paraguay            |  |
| 20:00                                 | Riveros 28' · Valdez 45' |     |           | Estadio: Defensores del Chaco |  |

| 12 de octubre de 2008 Eliminatorias | Venezuela | 0–4 | Brasil                                   | San Cristóbal, Venezuela               |  |
| 15:30                               |           |     | Kaká 6' · Robinho 10', 67' · Adriano 19' | Estadio: Polideportivo de Pueblo Nuevo |  |

| 15 de agosto de 2008 Eliminatorias | Venezuela                               | 3–1 | Ecuador  | Puerto La Cruz, Venezuela        |  |
| 20:30                              | Maldonado 48' · Moreno 56' · Arango 67' |     | Mina 12' | Estadio: José Antonio Anzoátegui |  |

| 28 de marzo de 2009 Eliminatorias | Argentina                                          | 4–0 | Venezuela | Buenos Aires, Argentina                                                                 |  |
| 19:15 UTC−3                       | Messi 26' · Tévez 47' · Rodríguez 51' · Agüero 73' |     |           | Estadio: Antonio Vespucio Liberti Asistencia: 46 085 Árbitro: Víctor Hugo Rivera (Perú) |  |

| 31 de marzo de 2009 Eliminatorias | Venezuela             | 2–0 | Colombia | Ciudad Guayana, Venezuela                                            |  |
| 20:00                             | Miku 78' · Arango 82' |     |          | Estadio: CTE Cachamay Asistencia: 35 000 Árbitro: Pablo Pozo (Chile) |  |

| 6 de junio de 2009 Eliminatorias | Bolivia | 0–1 | Venezuela         | La Paz, Bolivia                                                           |  |
| 16:50 (UTC−4)                    |         |     | Rivero 33' (a.g.) | Estadio: Hernando Siles Asistencia: 23 427 Árbitro: Carlos Vera (Ecuador) |  |

| 10 de junio de 2009 Eliminatorias | Venezuela              | 2–2 | Uruguay                 | Ciudad Guayana, Venezuela                                                  |  |
| 20:30 UTC−4:30                    | Maldonado 9' · Rey 74' |     | Suárez 60' · Forlán 72' | Estadio: CTE Cachamay Asistencia: 37 000 Árbitro: Sálvio Fagundes (Brasil) |  |

| 5 de septiembre de 2009 Eliminatorias | Chile                  | 2–2 | Venezuela                 | Santiago, Chile                                                       |  |
| 21:30 (UTC−4)                         | Vidal 11' · Millar 53' |     | Maldonado 34' · Rey 45+1' | Estadio: Monumental Asistencia: 44 000 Árbitro: René Ortubé (Bolivia) |  |

| 9 de septiembre de 2009 Eliminatorias | Venezuela                  | 3–1 | Perú                 | Puerto La Cruz, Venezuela                                                          |  |
| 20:30 UTC−4:30                        | Miku 33', 52' · Vargas 65' |     | Fuenmayor 41' (a.g.) | Estadio: José Antonio Anzoátegui Asistencia: 31 703 Árbitro: Carlos Vera (Ecuador) |  |

| 10 de octubre de 2009 Eliminatorias | Venezuela     | 1–2 | Paraguay                  | Ciudad Guayana, Venezuela                             |  |
| 17:30                               | A. Rondón 85' |     | Cabañas 56' · Cardozo 80' | Estadio: CTE Cachamay Árbitro: Carlos Chandía (Chile) |  |

| 14 de octubre de 2009 Eliminatorias | Brasil | 0–0 | Venezuela | Campo Grande, Brasil                            |  |
| 18:00                               |        |     |           | Estadio: Morenão Árbitro: Vícto Carrillo (Perú) |  |

### Eliminatorias paraBrasil 2014
Información según FIFA
| 7 de octubre de 2011 Eliminatorias | Ecuador                       | 2–0     | Venezuela | Quito, Ecuador                                                                |  |
| 16:05 UTC−5                        | J. Ayoví 15' · C. Benítez 28' | Reporte |           | Estadio: Olímpico Atahualpa Asistencia: 32 278 Árbitro: Enrique Osses (Chile) |  |

| 11 de octubre de 2011 Eliminatorias | Venezuela      | 1–0     | Argentina | Puerto La Cruz, Venezuela                                                                      |  |
| 20:20 UTC−4:30                      | Amorebieta 62' | Reporte |           | Estadio: Estadio José Antonio Anzoátegui Asistencia: 35 600 Árbitro: Roberto Silvera (Uruguay) |  |

| 11 de noviembre de 2011 Eliminatorias | Colombia   | 1–1     | Venezuela        | Barranquilla, Colombia                  |  |
|                                       | Guarín 11' | Reporte | F. Feltscher 78' | Estadio: Metropolitano Roberto Meléndez |  |

| 15 de noviembre de 2011 Eliminatorias | Venezuela       | 1–0     | Bolivia | San Cristóbal, Venezuela               |  |
|                                       | Vizcarrondo 25' | Reporte |         | Estadio: Polideportivo de Pueblo Nuevo |  |

| 2 de junio de 2012 Eliminatorias | Uruguay    | 1–1     | Venezuela  | Montevideo, Uruguay |  |
|                                  | Forlán 39' | Reporte | Rondón 82' | Estadio: Centenario |  |

| 9 de junio de 2012 Eliminatorias | Venezuela | 0–2     | Chile                        | Puerto La Cruz, Venezuela        |  |
|                                  |           | Reporte | Fernández 84' · Aránguiz 89' | Estadio: José Antonio Anzoátegui |  |

| 7 de septiembre de 2012 Eliminatorias | Perú            | 2–1     | Venezuela  | Lima, Perú                 |  |
|                                       | Farfán 47', 59' | Reporte | Arango 42' | Estadio: Nacional del Perú |  |

| 11 de septiembre de 2012 Eliminatorias | Paraguay | 0–2     | Venezuela       | Asunción, Paraguay            |  |
|                                        |          | Reporte | Rondón 44', 67' | Estadio: Defensores del Chaco |  |

| 16 de octubre de 2012 Eliminatorias | Venezuela | 1–1     | Ecuador      | Puerto La Cruz, Venezuela        |  |
|                                     | Arango 5' | Reporte | Castillo 23' | Estadio: José Antonio Anzoátegui |  |

| 22 de marzo de 2013 Eliminatorias | Argentina                           | 3–0     | Venezuela | Buenos Aires, Argentina           |  |
|                                   | Higuaín 28', 59' · Messi 44' (pen.) | Reporte |           | Estadio: Antonio Vespucio Liberti |  |

| 26 de marzo de 2013 Eliminatorias | Venezuela  | 1–0     | Colombia | Ciudad Guayana, Venezuela |  |
|                                   | Rondón 13' | Reporte |          | Estadio: CTE Cachamay     |  |

| 7 de junio de 2013 Eliminatorias | Bolivia    | 1–1     | Venezuela  | La Paz, Bolivia         |  |
|                                  | Campos 86' | Reporte | Arango 58' | Estadio: Hernando Siles |  |

| 11 de junio de 2013 Eliminatorias | Venezuela | 0–1     | Uruguay    | Ciudad Guayana, Venezuela |  |
|                                   |           | Reporte | Cavani 28' | Estadio: CTE Cachamay     |  |

| 6 de septiembre de 2013 Eliminatorias | Chile                                    | 3–0     | Venezuela | Santiago, Chile            |  |
|                                       | Vargas 10' · M. González 29' · Vidal 85' | Reporte |           | Estadio: Nacional de Chile |  |

| 10 de septiembre de 2013 Eliminatorias | Venezuela                                    | 3–2     | Perú                       | Puerto La Cruz, Venezuela        |  |
|                                        | Rondón 37' · González 62' (pen.) · Otero 77' | Reporte | Hurtado 20' · Zambrano 88' | Estadio: José Antonio Anzoátegui |  |

| 11 de octubre de 2013 Eliminatorias | Venezuela  | 1–1     | Paraguay    | San Cristóbal, Venezuela               |  |
|                                     | Seijas 83' | Reporte | Benítez 28' | Estadio: Polideportivo de Pueblo Nuevo |  |

### Eliminatorias paraRusia 2018
Información según Soccerway.
| 8 de octubre de 2015 Eliminatorias | Venezuela | 0–1     | Paraguay        | Ciudad Guayana, Venezuela |  |
|                                    |           | Reporte | D. González 85' | Estadio: CTE Cachamay     |  |

| 13 de octubre de 2015 Eliminatorias | Brasil                         | 3–1     | Venezuela  | Fortaleza, Brasil |  |
|                                     | Willian 1', 42' · Oliveira 73' | Reporte | Santos 61' | Estadio: Castelão |  |

| 12 de noviembre de 2015 Eliminatorias | Bolivia                                          | 4–2     | Venezuela                  | La Paz, Bolivia         |  |
|                                       | Ramallo 19', 45' · Arce 22' (pen.) · Cardozo 49' | Reporte | M. Rondón 32' · Blanco 55' | Estadio: Hernando Siles |  |

| 17 de noviembre de 2015 Eliminatorias | Venezuela       | 1–3     | Ecuador                                     | Ciudad Guayana, Venezuela |  |
|                                       | J. Martínez 84' | Reporte | F. Martínez 15' · Montero 22' · Caicedo 60' | Estadio: CTE Cachamay     |  |

| 24 de marzo de 2016 Eliminatorias | Perú                         | 2–2 | Venezuela                         | Lima, Perú                 |  |
| 21:15                             | Guerrero 60' · Ruidíaz 90+3' |     | Otero 32' (pen.) · Villanueva 56' | Estadio: Nacional del Perú |  |

| 29 de marzo de 2016 Eliminatorias | Venezuela | 1–4 | Chile                             | Barinas, Venezuela     |  |
|                                   | Otero 9'  |     | Pinilla 33', 52' · Vidal 72', 90' | Estadio: Agustín Tovar |  |

| 29 de agosto de 2016 Eliminatorias | Colombia                   | 2–0     | Venezuela | Barranquilla, Colombia                  |  |
|                                    | Rodríguez 45' · Torres 82' | Reporte |           | Estadio: Metropolitano Roberto Meléndez |  |

| 6 de septiembre de 2016 Eliminatorias | Venezuela                    | 2–2     | Argentina                 | Mérida, Venezuela                |  |
|                                       | Juanpi 34' · J. Martínez 48' | Reporte | Pratto 58' · Otamendi 83' | Estadio: Metropolitano de Mérida |  |

| 6 de octubre de 2016 Eliminatorias | Uruguay                       | 3–0     | Venezuela | Montevideo, Uruguay |  |
|                                    | Lodeiro 28' · Cavani 46', 79' | Reporte |           | Estadio: Centenario |  |

| 11 de octubre de 2016 Eliminatorias | Venezuela | 0–2     | Brasil                         | Mérida, Venezuela                |  |
|                                     |           | Reporte | Gabriel Jesus 7' · Willian 53' | Estadio: Metropolitano de Mérida |  |

| 10 de noviembre de 2016 Eliminatorias | Venezuela                                        | 5–0     | Bolivia | Maturín, Venezuela             |  |
|                                       | Kouffati 2' · Martínez 10', 66', 69' · Otero 74' | Reporte |         | Estadio: Monumental de Maturín |  |

| 15 de noviembre de 2016 Eliminatorias | Ecuador                               | 3–0     | Venezuela | Quito, Ecuador              |  |
|                                       | Mina 51' · Bolaños 83' · Valencia 85' | Reporte |           | Estadio: Olímpico Atahualpa |  |

| 23 de marzo de 2017 Eliminatorias | Venezuela                  | 2–2     | Perú                        | Maturín, Venezuela             |  |
|                                   | Villanueva 23' · Otero 39' | Reporte | Carrillo 46' · Guerrero 63' | Estadio: Monumental de Maturín |  |

| 28 de marzo de 2017 Eliminatorias | Chile                        | 3–1     | Venezuela  | Santiago, Chile     |  |
|                                   | Sánchez 4' · Paredes 6', 22' | Reporte | Rondón 63' | Estadio: Monumental |  |

| 31 de agosto de 2017 Eliminatorias | Venezuela | 0–0     | Colombia | San Cristóbal, Venezuela               |  |
|                                    |           | Reporte |          | Estadio: Polideportivo de Pueblo Nuevo |  |

| 5 de septiembre de 2017 Eliminatorias | Argentina            | 1–1     | Venezuela   | Buenos Aires, Argentina           |  |
|                                       | Feltscher 54', a.g.' | Reporte | Murillo 50' | Estadio: Antonio Vespucio Liberti |  |

| 5 de octubre de 2017 Eliminatorias | Venezuela | 0–0     | Uruguay | San Cristóbal, Venezuela               |  |
|                                    |           | Reporte |         | Estadio: Polideportivo de Pueblo Nuevo |  |

| 10 de octubre de 2017 Eliminatorias | Paraguay | 0–1     | Venezuela   | Asunción, Paraguay            |  |
|                                     |          | Reporte | Herrera 83' | Estadio: Defensores del Chaco |  |

### Eliminatorias paraCatar 2022
Información según Soccerway.
| 8 de octubre de 2020 Eliminatorias | Colombia                       | 3–0     | Venezuela | Barranquilla, Colombia                  |  |
|                                    | Zapata 16' · Muriel 26', 45+3' | Reporte |           | Estadio: Metropolitano Roberto Meléndez |  |

| 13 de octubre de 2020 Eliminatorias | Venezuela | 0–1     | Paraguay    | Mérida, Venezuela                |  |
|                                     |           | Reporte | Giménez 85' | Estadio: Metropolitano de Mérida |  |

| 13 de noviembre de 2020 Eliminatorias | Brasil      | 1–0     | Venezuela | São Paulo, Brasil |  |
|                                       | Firmino 67' | Reporte |           | Estadio: Morumbi  |  |

| 17 de noviembre de 2020 Eliminatorias | Venezuela            | 2–1     | Chile     | Caracas, Venezuela          |  |
|                                       | Mago 9' · Rondón 80' | Reporte | Vidal 15' | Estadio: Olímpico de la UCV |  |

| 3 de junio de 2021 Eliminatorias | Bolivia                        | 3–1     | Venezuela      | La Paz, Bolivia         |  |
|                                  | Martins 5', 83' · Bejarano 60' | Reporte | Chancellor 26' | Estadio: Hernando Siles |  |

| 8 de junio de 2021 Eliminatorias | Venezuela | 0–0     | Uruguay | Caracas, Venezuela          |  |
|                                  |           | Reporte |         | Estadio: Olímpico de la UCV |  |

| 2 de septiembre de 2021 Eliminatorias | Venezuela            | 1–3     | Argentina                                         | Caracas, Venezuela          |  |
|                                       | Soteldo 90+4' (pen.) | Reporte | L. Martínez 45+2' · J. Correa 71' · Á. Correa 74' | Estadio: Olímpico de la UCV |  |

| 5 de septiembre de 2021 Eliminatorias | Perú      | 1–0     | Venezuela | Lima, Perú                 |  |
|                                       | Cueva 35' | Reporte |           | Estadio: Nacional del Perú |  |

| 9 de septiembre de 2021 Eliminatorias | Paraguay                 | 2–1     | Venezuela      | Asunción, Paraguay            |  |
|                                       | Martínez 7' · Romero 46' | Reporte | Chancellor 90' | Estadio: Defensores del Chaco |  |

| 7 de octubre de 2021 Eliminatorias | Venezuela   | 1–3     | Brasil                                                     | Caracas, Venezuela          |  |
|                                    | Ramírez 11' | Reporte | Marquinhos 71' · Gabriel Barbosa 85' (pen.) · Antony 90+6' | Estadio: Olímpico de la UCV |  |

| 10 de octubre de 2021 Eliminatorias | Venezuela                | 2–1     | Ecuador             | Caracas, Venezuela          |  |
|                                     | Machís 45+1' · Bello 64' | Reporte | Valencia 37' (pen.) | Estadio: Olímpico de la UCV |  |

| 14 de octubre de 2021 Eliminatorias | Chile                          | 3–0     | Venezuela | Santiago, Chile                  |  |
|                                     | Pulgar 18', 37' · Brereton 73' | Reporte |           | Estadio: San Carlos de Apoquindo |  |

| 11 de noviembre de 2021 Eliminatorias | Ecuador      | 1–0     | Venezuela | Quito, Ecuador              |  |
|                                       | Hincapié 41' | Reporte |           | Estadio: Olímpico Atahualpa |  |

| 16 de noviembre de 2021 Eliminatorias | Venezuela  | 1–2     | Perú                     | Caracas, Venezuela          |  |
|                                       | Machís 52' | Reporte | Lapadula 18' · Cueva 65' | Estadio: Olímpico de la UCV |  |

| 27 de enero de 2022 Eliminatorias | Venezuela                           | 4–1     | Bolivia       | Barinas, Venezuela     |  |
|                                   | - Rondón 25', 35', 67' · Machís 55' | Reporte | - Miranda 38' | Estadio: Agustín Tovar |  |

| 1 de febrero de 2022 Eliminatorias | Uruguay                                                               | 4–1     | Venezuela      | Montevideo, Uruguay |  |
|                                    | - Bentancur 1' · De Arrascaeta 23' · Cavani 45+1' · Suárez 53' (pen.) | Reporte | - Martínez 65' | Estadio: Centenario |  |

| 24 de marzo de 2022 Eliminatorias | Argentina                                 | 3–0     | Venezuela | Buenos Aires, Argentina     |  |
|                                   | - González 35' · Di María 79' · Messi 82' | Reporte |           | Estadio: Alberto J. Armando |  |

| 29 de marzo de 2022 Eliminatorias | Venezuela | 0–1     | Colombia                 | Ciudad Guayana, Venezuela |  |
|                                   |           | Reporte | - Rodríguez 45+4' (pen.) | Estadio: CTE Cachamay     |  |

### Eliminatorias paraCanadá, Estados Unidos y México 2026
| 7 de septiembre de 2023 Eliminatorias | Colombia  | 1–0     | Venezuela | Barranquilla, Colombia                                                               |  |
|                                       | Borré 46' | Reporte |           | Estadio: Metropolitano Roberto Meléndez Asistencia: 43 084 Árbitro: Anderson Daronco |  |

| 12 de septiembre de 2023 Eliminatorias | Venezuela           | 1–0     | Paraguay | Maturín, Venezuela                                                      |  |
|                                        | Rondón 90+3' (pen.) | Reporte |          | Estadio: Monumental de Maturín Asistencia: 34 187 Árbitro: Andrés Rojas |  |

| 12 de octubre de 2023 Eliminatorias | Brasil      | 1–1     | Venezuela | Cuiabá, Brasil                                                   |  |
|                                     | Gabriel 50' | Reporte | Bello 85' | Estadio: Arena Pantanal Asistencia: 39 018 Árbitro: Kevin Ortega |  |

| 17 de octubre de 2023 Eliminatorias | Venezuela                               | 3–0     | Chile | Maturín, Venezuela                                      |  |
|                                     | Soteldo 45+1' · Rondón 72' · Machís 79' | Reporte |       | Estadio: Monumental de Maturín Árbitro: Flavio de Souza |  |

| 16 de noviembre de 2023 Eliminatorias | Venezuela | 0–0 | Ecuador | Maturín, Venezuela             |
|                                       |           |     |         | Estadio: Monumental de Maturín |

| 21 de noviembre de 2023 Eliminatorias | Perú | 1–1 | Venezuela | Lima, Perú        |
|                                       |      |     |           | Estadio: Nacional |

| 5 de septiembre de 2024 Eliminatorias | Bolivia | 4–0 | Venezuela | Por definir |  |
|                                       |         |     |           |             |  |

| 10 de septiembre de 2024 Eliminatorias | Venezuela | 0–0 | Uruguay | Maturín, Venezuela |  |
|                                        |           |     |         |                    |  |

| 10 de octubre de 2024 Eliminatorias | Venezuela | 1–1 | Argentina | Maturín, Venezuela             |
|                                     |           |     |           | Estadio: Monumental de Maturín |

| 15 de octubre de 2024 Eliminatorias | Paraguay | 2–1 | Venezuela | Por definir |  |
|                                     |          |     |           |             |  |

| 14 de noviembre de 2024 Eliminatorias | Venezuela | 1–1 | Brasil | Maturín, Venezuela             |
|                                       |           |     |        | Estadio: Monumental de Maturín |

| 19 de noviembre de 2024 Eliminatorias | Chile | 4–2 | Venezuela | Por definir |  |
|                                       |       |     |           |             |  |

| 20 de marzo de 2025 Eliminatorias | Ecuador | 2–1 | Venezuela | Por definir |  |
|                                   |         |     |           |             |  |

| 25 de marzo de 2025 Eliminatorias | Venezuela | 1–0 | Perú | Maturín, Venezuela             |
|                                   |           |     |      | Estadio: Monumental de Maturín |

| 4 de septiembre de 2025 Eliminatorias | Venezuela | – | Bolivia | Por definir |  |
|                                       |           |   |         |             |  |

| 9 de septiembre de 2025 Eliminatorias | Uruguay | – | Venezuela | Por definir |  |
|                                       |         |   |           |             |  |

| 9 de octubre de 2025 Eliminatorias | Uruguay | – | Venezuela | Por definir |  |
|                                    |         |   |           |             |  |

| 14 de octubre de 2025 Eliminatorias | Venezuela | – | Colombia | Por definir |  |
|                                     |           |   |          |             |  |